# قائیدان (اردل)
قائیدان، روستایی است از توابع بخش میانکوه شهرستان اردل در استان چهارمحال و بختیاری ایران. بخش عمده اهالی منطقه بازماندگان طایفه قدیمی کی های چهارده تا هستند ‌‌‌‌که در ابتدای دوران صفوی در این منطقه ساکن شدند.

## جمعیت
این روستا در دهستان میانکوه قرار داشته و براساس سرشماری سال ۱۳۸۵جمعیت آن ۲۷۶نفر (۵۸خانوار) بوده‌است.